# Římskokatolická farnost Merboltice
Římskokatolická farnost Merboltice (lat. Mertendorfium) je církevní správní jednotka sdružující římské katolíky na území obce Merboltice a v jejím okolí. Organizačně spadá do děčínského vikariátu, který je jedním z 10 vikariátů litoměřické diecéze.

## Historie farnosti
Již v roce 1384 byla v místě plebánie. Od roku 1785 jsou vedeny matriky. V roce 1787 zde byla zřízena lokálie. Farnost byla kanonicky obnovena v roce 1855.

### Duchovní správcové vedoucí farnost
Začátek působnosti jmenovaného v duchovní správě farnosti od roku:
- 1787 cap. loc. Anton. Hocke, † 10. 1. 1816
- 1802 cap. loc. Bonfil. Pallanda OSM, n. 15. 7. 1756 Leitmeritz, o. 21. 9. 1781
- 1822 cap. loc. Anton. Eschrich, n. 12. 8. 1783 Straussnitz, o. 15. 8. 1809, † 9. 12. 1856
- 1833 cap. loc. Anton. Richter n. 8. 7. 1801 Woelmsdorf., o. 27. 8. 1825
- 1856 proto-par. (1. farář) Anton. Richter, n. 8. 7. 1801 Woelmsdorf., o. 27. 8. 1825, † 13. 5. 1886
- 1858 Adolph. Holfeld, n. 1. 5. 1812 Georgswald, o. 3. 8. 1836, † 10. 8. 1892
- 1892 par. vacat, admin. interc. Ernest. Müller
- 1893 Ernest. Müller, n. 6. 12. 1859 Meronitz, o. 11. 5. 1884, † 10. 12. 1919
- 1903 par. vacat, admin. interc. Theodor Schlegel
- 1904 Theodor Schlegel, n. 12. 7. 1871 Leipa, o. 7. 7. 1895, † 9. 4. 1938
- 1906 Anton. Weber, n. 5. 11. 1859 Brandau, o. 11. 5. 1884, † 3. 9. 1934
- 1907 Jos. Finger, n. 7. 1. 1874 Tschischkowitz, o. 10. 7. 1898, † 14. 4. 1948
- 1908 Leop. Mayer, n. 4. 10. 1864 Mals. (Tirol.), o. 27. 3. 1887, † 20. 10. 1915
- 1915 par. vacat, admin. interc. Wenc. Frind
- 1. 1. 1916 Ferd. Mach, n. 21. 1. 1881 Tochorschitz, o. 14. 7. 1907, † 28. 2. 1960
- 1. 12. 1948 Car. Müller
- 1. 11. 1951 Ignác Stodůlka
- 26. 9. 1953 Ferdinand Kramář
- 19. 1. 1954 Ignác Stodůlka
- 1. 3. 1954 Karel Petržílek
- 10. 9. 1955 Rudolf Hevera
- 25. 2. 1956 Tomáš Holoubek
- 1. 7. 1956 Jiří Kabát
- 1. 8. 1957 Vojtěch Noll
- 1. 9. 1960 Jan Hodinář
- 1. 8. 1971 Miloslav Frank
- 1. 6. 1985 Jan Bláha
- 1. 8. 1985 Richard Kavan
- 1. 7. 1986 Jan Bláha
- 1. 7. 1990 Pavel Zach
- 1. 4. 1991 Jaroslav Gajdošík
- 1. 10. 1992 Jiří Sucharda
- 1. 8. 1998 Štefan Pilarčík
- 1. 3. 2000 Karel Jordán Červený
- 1. 7. 2001 Bohuslav Bártek, admin. exc. z Benešova nad Ploučnicí
- 1. 7. 2006 František Segeťa, admin. exc. in spiritualibus ze Srbské Kamenice
  - 1. 7. 2006 Marcel Hrubý, admin. exc. in materialibus ze Srbské Kamenice
- 1. 4. 2016 Jozef Kujan SDB, admin. exc. in spiritualibus z Jiříkova[3]

Kromě kněží stojících v čele farnosti, působili ve farnosti v průběhu její historie i jiní kněží. Většinou pracovali jako farní vikáři, kaplani, katecheté, výpomocní duchovní aj.

## Území farnosti
Do farnosti náleží území obce:
- Merboltice (Mertendorf[p 2])
- Velká Javorská (Gross Jober[p 2])

## Římskokatolické sakrální stavby na území farnosti
| | Fotografie | Stavba                            | Místo          | Bohoslužby                      | Zeměpisné souřadnice             | Status               |       |
| Kaple | Kaple      | Kaple                             | Kaple          | Kaple                           | Kaple                            | Kaple                | Kaple |
| --- | ---------- | --------------------------------- | -------------- | ------------------------------- | -------------------------------- | -------------------- | ----- |
| 1. |            | Kaple Nejsvětější Trojice         | Velká Javorská | bližší informace o bohoslužbách | 50°40′16″ s. š., 14°21′34″ v. d. | kaple                |       |
| Zaniklé objekty |            |                                   |                |                                 |                                  |                      |       |
| 2. |            | Kostel sv. Kateřiny Alexandrijské | Merboltice     | bohoslužbu nelze sloužit        | 50°41′20″ s. š., 14°20′31″ v. d. | zbořený farní kostel |       |
| Některé drobné sakrální stavby a pamětihodnosti lze dohledat zde v databázi Drobné sakrální památky Zaniklé sakrální stavby lze dohledat zde v databázi Poškozené a zničené kostely, kaple a synagogy v České republice |            |                                   |                |                                 |                                  |                      |       |

Ve farnosti se mohou nacházet i další drobné sakrální stavby, místa římskokatolického kultu a pamětihodnosti, které neobsahuje tato tabulka.

## Příslušnost k farnímu obvodu
Z důvodu efektivity duchovní správy byl vytvořen farní obvod (kolatura) farnosti Srbská Kamenice, jehož součástí je i farnost Merboltice, která je tak spravována excurrendo. Přehled těchto kolatur je v tabulce farních obvodů děčínského vikariátu.